# Stadion Metalist
Stadion Metalist (ukrajinsky Стадіон «Металіст») je fotbalový stadion v ukrajinském městě Charkov. Je domácím hřištěm ukrajinského fotbalového klubu FK Metalist Charkov. V roce 2012 se zde konalo Mistrovství Evropy ve fotbale.

## Zápasy na EURU 2012
Na stadionu se odehrály následující utkání Mistrovství Evropy 2012:
| Datum           | Čas (SELČ) | Tým #1                      | Výsledek | Tým #2                       | Kolo      | Reference |
| --------------- | ---------- | --------------------------- | -------- | ---------------------------- | --------- | --------- |
| 9. června 2012  | 1800       | Nizozemsko                  | 0:1      | Dánsko 24' Krohn-Dehli       | Skupina B | Report    |
| 13. června 2012 | 2045       | Nizozemsko 73' Van Persie   | 1:2      | Německo 24' 38' Gómez        | Skupina B | Report    |
| 17. června 2012 | 2045       | Portugalsko 28' 74' Ronaldo | 2:1      | Nizozemsko 11' Van der Vaart | Skupina B | Report    |